# Bandera de Berlín

La bandera de la ciudad de Berlín consiste en un paño de forma rectangular dividido en tres franjas horizontales, de color rojo la superior y la inferior y blanca la central. La anchura de la franja central es tres veces superior a la de cada una de las exteriores. Las proporciones de la bandera son de 3:5. En la franja central aparece representado el oso que es el elemento central del escudo de la ciudad, colocado ligeramente desplazado hacia el lado más próximo al mástil. La versión de uso gubernamental incorpora en su parte central el escudo completo, con su borde y la corona, también desplazado levemente hacia el mástil.

La bandera de uso gubernamental. Proporciones 3:5.

El diseño actual de la bandera de Berlín fue aprobado el 26 de mayo de 1954 y en 1990 se convirtió en el único símbolo para toda la ciudad después de producirse la reunificación de Alemania. 

## Fuente
- Descripción de la bandera y el escudo de la ciudad de Berlín. Flags of the World. (En inglés)

- Datos: Q819691
- Multimedia: Flags of Berlin / Q819691